# Boettgeria obesiuscula
Boettgeria obesiuscula é uma espécie de gastrópode  da família Clausiliidae.
É endémica de Portugal.